# Moingi jezik
Moingi jezik (ISO 639-3: mwz), nigersko-kongoanski jezik kojim govori oko 4 200 ljudi (2002) uz južnu obalu Konga u DR kongoanskoj provinciji Orientale, nasuprot grada Basoko.
Moingi je jedan od šest neklasificiranih južnobantoidskih jezika 

## Vanjske poveznice
- Ethnologue (14th)
- Ethnologue (15th)
- The Moingi Language